# Kick Ass (We Are Young)
Pour les articles homonymes, voir Kick-Ass.
Ne doit pas être confondu avec We Are Young.
Singles de Mika
Blame It on the Girls
(2010) Elle me dit
(2011)
Kick Ass (We Are Young) est une chanson de l'auteur-compositeur franco-libanais Mika et du producteur musical marocain RedOne, publié en tant que single issu de la bande originale du film Kick-Ass . Il est sorti le 2 mai 2010 .

## Genèse
Lors de l'avant-première européenne de Kick-Ass à Londres, Mika a déclaré : 

« Je n'ai jamais écrit une chanson pour un film, j'ai eu des chansons dans des films, ce qui est toujours bizarre, vous savez ? Quand vous voyez des visages avec lesquels vous avez grandi et marcher dans la rue sur l'une de vos chansons. Comme si qu'ils nous la volait ! Mais cette fois-ci, [les producteurs de Kick-Ass] m'ont appelé, ils m'ont fait regarder le film et m'ont ensuite donné trois jours pour écrire la chanson. Donc, j'étais un peu terrifié... C'est entièrement écrit pour le film. J'ai adoré le film. Elle flatte toutes mes obsessions et perversions bizarres. C'est dément ! C'est faux dans tous les sens, c'est pourquoi elle est tellement vraie. »

— Mika 

## Liste des pistes
- Téléchargement numérique[4]

1. Kick Ass (We Are Young) — 3:14
2. I See You — 4:16
3. Blame It on the Girls (Live From The iTunes Festival 2009) — 3:27
4. Kick Ass (We Are Young) (clip)

- CD single[5]

1. Kick Ass (We Are Young) (Cutmore Vocal Mix) - 5:58
2. Kick Ass (We Are Young) (Cutmore Dub) - 6:01
3. Kick Ass (We Are Young) (Cutmore Radio Edit) - 3:24

## Classement hebdomadaire
| Classement (2010)                            | Meilleure position |
| -------------------------------------------- | ------------------ |
| Autriche (Ö3 Austria Top 40)                 | 54                 |
| Belgique (Flandre Ultratop 50 Singles)       | 8                  |
| Belgique (Wallonie Ultratop 50 Singles)      | 5                  |
| États-Unis (Dance Club Songs)                | 13                 |
| Irlande (IRMA)                               | 7                  |
| Italie (FIMI)                                | 5                  |
| Suisse (Schweizer Hitparade)                 | 56                 |
| République tchèque (Rádio Top 100 Oficiální) | 72                 |
| Royaume-Uni (UK Singles Chart)               | 84                 |

### Classement annuel
| Classement (2010) | Position |
| ----------------- | -------- |
| Italie            | 35       |